# Томан, Гуго
Гуго Томан (чеш. Hugo Toman; 20 октября 1838, Рихнов-над-Кнежноу, Австрийская империя — 19 марта 1898, Прага, Австро-Венгрия) — чешский литератор, журналист, историк и искусствовед, адвокат. Доктор права.

## Биография
Выпускник философско-правового факультета Карлова университета в Праге. Будучи учителем гимназий в Брно и Оломоуце, принимал деятельное участие в пробуждении национального самосознания в Моравии и был одним из основателей первого независимого политического органа моравских чехов «Moravan». Его патриотическая деятельность вызвала негодование начальства и в 1863 он был уволен с преподавательской работы. С тех пор он посвятил себя юридической практике.
Совершил поездки в Англию и Шотландию.
Опубликовал ряд работ, посвящённых историческим и правовым исследованиям, изучению истории живописи. В работах по истории доказывал непрерывность старого государственного права чехов и после Белогорской битвы. Автор многих работ об истории гуситов и их вожде Яне Жижке.
Собрал богатую коллекцию картин и гравюр. В 1870-е годы был избран депутатом парламента.
Участвовал в создании Городского музея Праги и реконструкции Анежского монастыря Святой Агнессы.
Умер от пневмонии.

## Избранная библиография
- «Каким способом досталась корона чешская роду Габсбургов и о праве избирать себе королей» (напечатано в журнале «Posel z Prahy» за 1863 г.)
- «Schicksale des böhm. Staatsrechtes in den Jahren 1620 bis 1627» (1870)
- «Osudy českého státního práva v letech 1620—1627» (1872)
- «České státní právo a vývoj rakouské státní ideje od r. 1527—1848» (1872)
- «Volební vítězství ústaváků v Čechách v dubnu 1872 a jeho význam» (1872, в соавт.)
- «Jan van Scorel» (1888)
- «Studien über Jan van Scorel» (1889)
- «O rodu a příbuzenstvu Jana Žižky z Trocnova» (1890)
- «O Žižkovi, jeho rodišti a pozdějším rodu Žižků z Trocnova, podnes kvetoucím» (1890)
- «O bitvě u Lipan» (1890)
- «O významu příjmení Žižkova» (1891)
- «O dobrodružstvích a válečných jízdách Jana Žižky před vypuknutím bouří husitských» (1891)
- «Bojiště Žižkovo u Panského Boru» (1892)
- «O podobiznách a pravé podobě Jana Žižky z Trocnova» (1892)
- «Literární památky, duch a povaha Žižkova» (1893)
- «Některé zprávy o poměru Jana Žižky k Pražanům» (1893)
- «Památky Žižkova hradu Kalicha» (1893)

Его работа «Husitské válečnictví doby Žižkovy a Prokopovy» в 1898 году была награждена юбилейной премией Чешского королевского научного общества.